# Motohiro Kato
Pour les articles homonymes, voir Kato.
加藤 元浩 (Katō Motohiro)
Œuvres principales
- C.M.B. (en)
- Q.E.D. (en)
- Rocket Man (ja)

Motohiro Kato (加藤 元浩, Katō Motohiro) est un écrivain et scénariste japonais de manga.

## Biographie
Motohiro Kato a commencé comme mangaka au Monthly Shōnen Gangan de Square Enix avant de joindre le Monthly Shōnen Magazine de Kodansha. Chez Square Enix, Kato avait une tendance à écrire des œuvres fantastiques, mais, peu avant ses trente ans, il débute le manga policier Q.E.D. (en). Sérialisé dans le magazine magazine GREAT (ja), Q.E.D. était le plus long travail enregistré en série du magazine bimestriel de Kodansha, mais son record a été défait lors du lancement du Monthly Shōnen Magazine +. Le manga était aussi très apprécié de l'écrivain de polars Rintaro Norizuki (en), celui-ci ayant même écrit des recommandations dans les volumes dix-sept et vingt de Q.E.D. En 2009, l'œuvre de Kato a remporté la 33e édition du Prix du manga Kōdansha, catégorie Shōnen, ex aequo avec Fairy Tail de Hiro Mashima. Q.E.D. s'est vendu à plus de 3 000 000 d'exemplaires, et une série télévisée a même été diffusée sur NHK General TV.
Plus tard, Kato a sorti dans un même style les mangas C.M.B. (en) et Rocket Man (ja). Son parcours académique détaillé n'est pas connu même s'il a révélé en entrevue avoir eu un diplôme d'architecture de l'Université des sciences. Ses histoires couvrent plusieurs sujets comme l'économie, l'histoire, l'art, le droit, le folklore et les sciences. Il a été élève de Taku Kitazaki (en) et est originaire de la Préfecture de Shiga.
Bien qu'il publie par lui-même, ses œuvres ne sont disponibles que sur Amazon.co.jp, après avoir été vendues sur COMITIA (ja), une forme d'édition qui est rarement vue, mais qui est sûrement due au format de celles-ci. Il a publié le roman Tsukamaeta mon kachi! Tanabata Kikuno no sōsa hōkoku-sho le 7 octobre 2016 sur Kodansha Novels (ja).

## Principales œuvres

### Manga
- Q.E.D. (en), série complétée en 50 volumes ;
  - Q.E.D. iff, suite de Q.E.D. avec 15 volumes, en cours ;
- Rocket Man (ja), 10 volumes et 5 volumes édition de poche ;
- C.M.B. (en), 43 volumes, en cours.

### Œuvres pour Square Enix
- Actraiser
- Tsungūsu fairu shishinhiroku
- Sūpāmario 4komamangagekijō

### Romans
- Tsukamaeta mon kachi! Tanabata Kikuno no sōsa hōkoku-sho, 7 octobre 2016 sur Kodansha Novels / 15 février 2019 sur Kodansha Library ;
- Tsukamaeta mon kachi! 2 Ryōshi ningen kara no tegami, 18 octobre 2017 sur Kodansha Novels ;
- Ki kagaku shima no kioku tsukamaeta mon kachi!, 15 février 2019 sur Kodansha Novels.

## Autres
- Puro no genba de tsukaeru pāsu kōza, guide de techniques de dessin, auto-publié en 2010.